# Старо Железаре
Старо Железаре е село в Южна България. То се намира в община Хисаря, област Пловдив.

## История
До 1934 година село Старо Железаре се нарича Демирджилери (Демирджилере).
Селото има народен представител на първото българско народно събрание в местността Оборище през 1876 г., Танчо Стоянов Кривчов, както и опълченец в Руско-турската Освободителна война през 1877–78 г., Нанко Минчев.
При избухването на Балканската война в 1912 година селото дава мнозина войници за редовната българска армия, а един човек от Демирджилере е доброволец в Македоно-одринското опълчение. Много старожелезарци воюват в Първата и Втората световни войни. На входа на църквата в селото има паметна плоча с имената на загиналите във войните за обединението на България.

## Културни и природни забележителности
- Кметство Старо Железаре и антифашистки паметник
- Камбанарията на църквата в Старо Железаре
- Войнишка паметна плоча
- Църквата в Старо Железаре

На Чолакова могила при Старо Железаре се намира Тракийска обсерватория – съоръжение от побити в кръг каменни блокове. Отстои на около 10 км югоизточно от тракийския култов храм при Старосел и на 12 км от град Хисаря.
Състои се от 24 вертикални каменни плочи, две от които липсват. Плочите са с различни размери. Наредени са в правилна окръжност. По всяка вероятност са използвани от тракийското племе одриси. След преустановяване използването на съоръжението, то е засипано с почва. Върху изравнената площадка над него бяха открити керамични фрагменти от съдове, които се датират към началото на V в. пр. Хр. След това е довършен насипът до получаване на съвременната форма на могилата. Съоръжението е датирано от VI в пр. Хр. Това е единственият такъв обект от тип Стоунхендж в района на Горна Тракия (дотогава са намирани само в Източни Родопи и Странджа).
Археолого-астрономическите проучвания доказват, че този кромлех (астрономическа обсерватория) се е използвал за измерване на годишния цикъл, равноденствията и слънцестоенето, които са играли важна роля в обредния и стопански календар на древните траки. Наблюдението на различните фази от движението на Бога-Слънце е било задължение на жреците. А всички останали са му отдавали почит чрез масовата тайнствена обредност – поднасяне на дарове и жертви.
Старо Железаре е своеобразна арт-галерия на открито – къщите и оградите им в селото са изрисувани с графити, представящи световни знаменитости, както и жители на селото. Автори са Венцислав Пирянков, чиито родови корени са в Старо Железаре, и съпругата му Катажина.

## Спорт
В селото се намират единствените тенис кортове в България (към 2025 година) с покритие от естествена трева.

## Редовни събития
Събор на 24 май.
- Читалището в Старо Железаре
- Антифашистки паметник в селото
- Центърът на селото с част от популярните графити